# Пекін (Північна Дакота)
Пекін (англ. Pekin) — місто (англ. city) в США, в окрузі Нелсон штату Північна Дакота. Населення — 75 осіб (2020).

## Географія
Пекін розташований за координатами 47°47′31″ пн. ш. 98°19′40″ зх. д. / 47.79194° пн. ш. 98.32778° зх. д. (47.791921, -98.327833).  За даними Бюро перепису населення США в 2010 році місто мало площу 0,65 км², уся площа — суходіл.

## Демографія
Згідно з переписом 2010 року, у місті мешкало 70 осіб у 34 домогосподарствах у складі 18 родин. Густота населення становила 108 осіб/км².  Було 50 помешкань (77/км²).
Расовий склад населення:
| - 92,9 % — білих |

До двох чи більше рас належало 7,1 %. Частка іспаномовних становила 7,1 % від усіх жителів.
За віковим діапазоном населення розподілялося таким чином: 15,7 % — особи молодші 18 років, 50,0 % — особи у віці 18—64 років, 34,3 % — особи у віці 65 років та старші. Медіана віку мешканця становила 53,0 року. На 100 осіб жіночої статі у місті припадало 125,8 чоловіків;  на 100 жінок у віці від 18 років та старших — 136,0 чоловіків також старших 18 років.
Середній дохід на одне домашнє господарство  становив 55 174 долари США (медіана — 50 625), а середній дохід на одну сім'ю — 65 791 долар (медіана — 58 500). 
Цивільне працевлаштоване населення становило 36 осіб. Основні галузі зайнятості: освіта, охорона здоров'я та соціальна допомога — 33,3 %, публічна адміністрація — 19,4 %, оптова торгівля — 8,3 %, сільське господарство, лісництво, риболовля — 8,3 %.